# Allostaffia enigmatica
Allostaffia enigmatica, abans conegut com a Staffia, és una espècie de l'ordre de mamífers extints dels haramíyides. És l'únic gènere africà de l'ordre. És l'única espècie coneguda del gènere Allostaffia. Tot i que se'l classifica dins de la família dels haramíyids, és possible que en realitat sigui un eleuterodòntid. És conegut del Kimmeridgià fins al Titonià (Juràssic superior) de la formació de Tendaguru, a Tanzània. És l'espècie de haramíyid més recent coneguda.